# Characoma latifascia
Characoma latifascia är en fjärilsart som beskrevs av Alfred Ernest Wileman och Reginald James West 1929.
Characoma latifascia ingår i släktet Characoma och familjen trågspinnare. Inga underarter finns listade i Catalogue of Life.